# Más que amor, frenesí
Pour plus de détails, voir Fiche technique et Distribution.
Más que amor, frenesí est un film espagnol réalisé par Alfonso Albacete, Miguel Bardem et David Menkes, sorti en 1996.

## Synopsis
Max, un gigolo, retourne en ville, suivi par un policier qui le soupçonne d'avoir tué l'un de ses clients.

## Fiche technique
- Titre : Más que amor, frenesí
- Réalisation : Alfonso Albacete, Miguel Bardem et David Menkes
- Scénario : Alfonso Albacete, Miguel Bardem et David Menkes
- Musique : Juan Bardem
- Photographie : Néstor Calvo
- Montage : Miguel Ángel Santamaría
- Production : Fernando Colomo et Beatriz de la Gándara
- Société de production : Canal+ España, Fernando Colomo Producciones Cinematográficas, Películas Freneticas et Televisión Española
- Pays :  Espagne
- Genre : Comédie dramatique et thriller
- Durée : 101 minutes
- Dates de sortie : 
  -  Espagne : 15 novembre 1996

## Distribution
- Nancho Novo : Max
- Cayetana Guillén Cuervo : Mónica
- Íngrid Rubio : Yeye
- Beatriz Santiago : María
- Gustavo Salmerón (en) : Alberto
- Javier Manrique : Luis
- Javier Albalá : Álex
- Liberto Rabal : David
- Bibiana Fernández : Cristina
- Juan Diego Botto : Carlos
- Daniel Mirabal : Divva
- Juanfra Becerra : Doly
- Paloma Tabasco : Jacky
- Nuria Gallardo : Clara
- Carlos Bardem : Miguel
- Ernesto Alterio : Marcos
- Maite Pastor : Raquel
- César Vea : Julio
- Blanca Sanromán : Elsa
- Penélope Cruz : Laura
- Antonio de la Torre : Camarero
- Javier Bardem

## Distinctions
Le film a été nommé au prix Goya du meilleur nouveau réalisateur.